# Fedeleșeni, Iași
Fedeleșeni este un sat în comuna Strunga din județul Iași, Moldova, România.

## Obiective turistice
- Biserica de lemn din Fedeleșeni - monument istoric datând din 1747; se află în cimitirul satului

## Personalități
- Constantin Munteanu - fizician, scriitor român